# Наханни (национальный парк)
Национальный парк Наха́нни — национальный парк Канады, расположенный в долине реки Саут-Наханни (притока реки Лиард) в 500 км на запад от столицы Северо-Западных территорий Йеллоунайф, в южной части гор Маккензи.

## Описание
Парк был основан в 1976 году. В переводе с дене (см. Чипевиан (язык)), «Наханни» означает «душа». Над рекой Саут-Наханни расположены четыре каньона: Первый, Второй, Третий и Четвёртый. Река известна благодаря водопаду Вирджиния высотой 90 м — в два раза выше Ниагарского водопада. На территории парка находятся серные термальные источники, тундра, смешанные леса из елей и тополей, а также незначительные туфы (отложения карбоната кальция). В 1978 году парк стал Всемирным наследием ЮНЕСКО.

## Расширение
9 июня 2009 года канадское правительство, с Дехчо Первой Нации (организация, представляющая дене Северо-Западных территорий Канады), объявило о законодательстве, которое увеличит область Национального парка Наханни более чем в шесть раз. В будущем площадь парка будет составлять 30 000 км², включая 91 % Большой экосистемы Наханни в области Дешо и большей части водораздела реки Саут-Наханни.
Присоединяемая к парку территория, по оценкам, является местом обитания приблизительно 500 медведей гризли, двух стад лесного карибу, а также нескольких разновидностей альпийских овец и коз. Здесь расположены самые высокие горы и крупнейшие ледники Северо-Западных территорий.

## Галерея

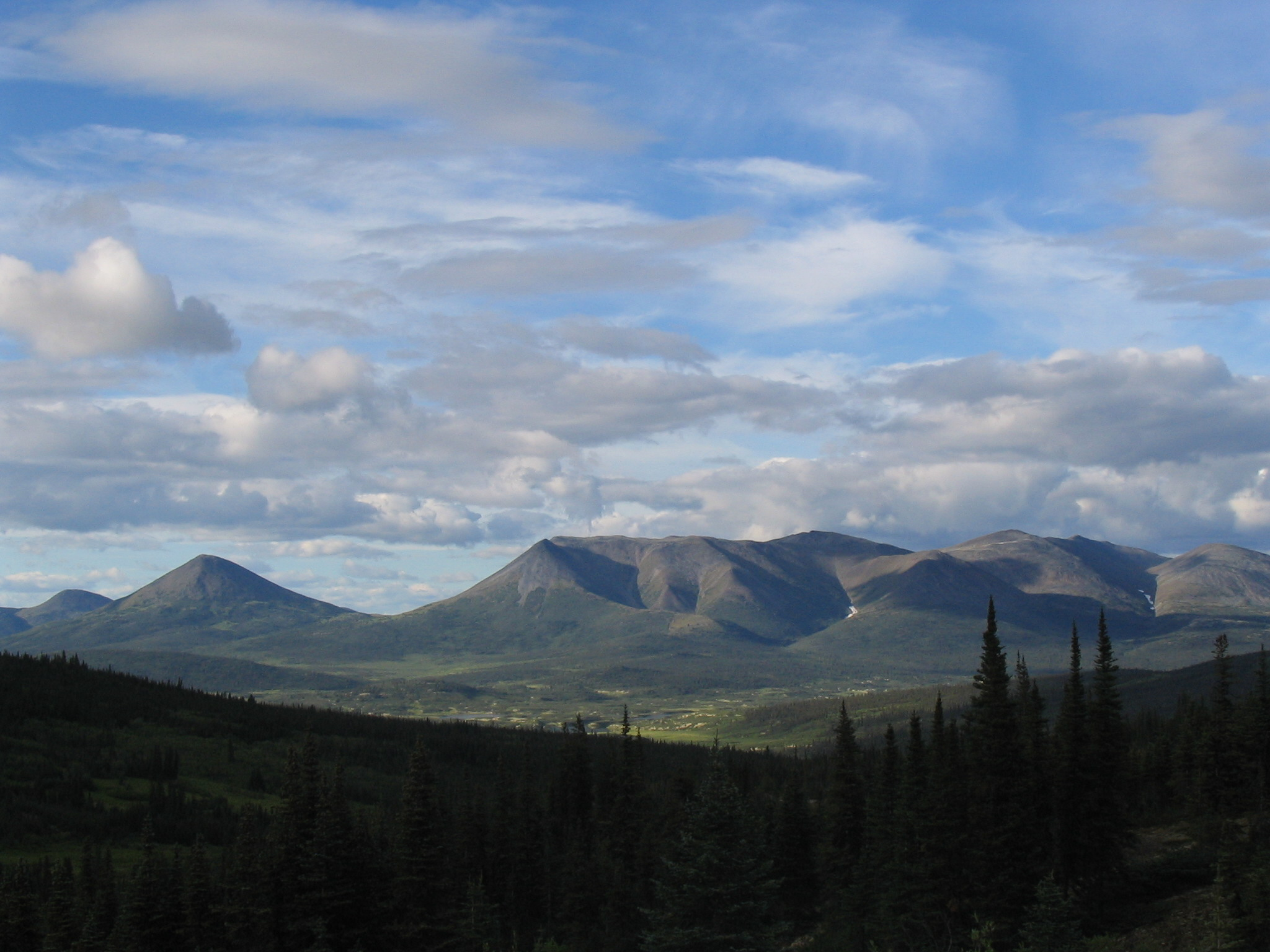
Хаовардс-Пасс
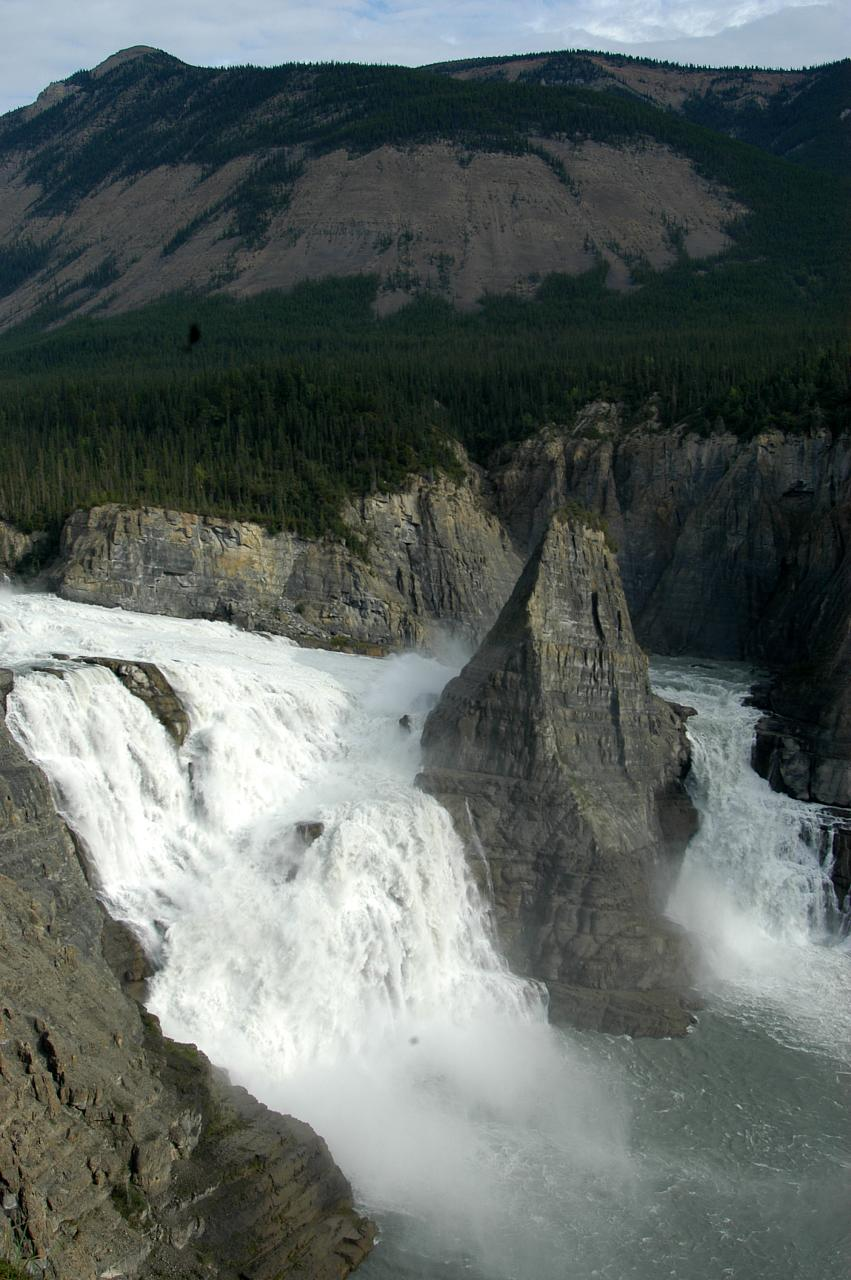
Водопад Вирджиния